# Рожанско наречие
Рожанско наречие (на словенски: rožansko narečje или rožanščina) е словенски диалект от Корошката диалектна група (Каринтийската). Говори се предимно в долината Розен (на немски: Rosental; на словенски: Rož) в Южна Австрия, западно от линията Филах (на словенски Беляк) - Фаак ам Зее (Баче) и източно от линията Зитерсдорф (Житара вас) и Клопейнското езеро - Брюкъл (Мостич), като се изключи обирското наречие на югоизток. Основните селища на носителите на диалекта са Варнберг (Вернберк), Кьостенберг (Костане), Фелден ам Вьортер Зее (Върба об Йезеру), Лудмансдорф (Билчовс), Кьотмансдорф (Котмара вас), Фиткринг (Ветрин), Графенщайн (Грабщайн), Тайнах (Тине) и Розек (Рожек) - всички северно от Драва, както и Санкт Якоб им Розентал (Шентякоб в Рожу), Фейстриц им Розентал (Бистрица в Рожу), Виндиш Блайберг (Словени Плайберк), Ферлах (Боровле), Цел (Селе) и Галициен (Галиция) - южно от Драва.

## Фонологични и морфологични характеристики
Рожанското наречие има музикално ударение и се отличава със запазване на ударението върху кратка сричка след кратко e и o. Диалектът има дифтонги от типа iə < дълъг ят и uə < дълго o, акане на e, и развитие на веларни k, g > увуларни q, χ, и палатизация на k, g, h > č, ž, š пред предни гласни. В диалекта отсъства станадартната словенска морфонемична алтернация между [l] и [w]; например, [piu̯], [piu̯a] вместо [piu̯], [pila] 'пил, пила', явление известно като švapanje, швапане на словенски.